# Napoléon Coste

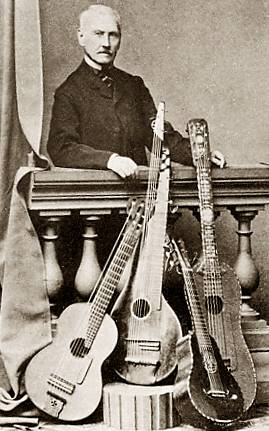
Napoléon Coste (um 1870)

Napoléon Coste (Nachname gesprochen kost), gemäß Geburtsurkunde vom „achten Messidor des 13. Jahres der Republik“ Claude Antoine Jean George Napoléon Coste (* 27. Juni 1805 in Amondans (Département Doubs); † 17. Februar 1883 in Paris) war ein französischer Gitarrist, Gitarrenlehrer und Komponist. Er bereicherte die Gitarrenliteratur durch die konsequente Entwicklung der polyphonen Möglichkeiten der Gitarre und war ein herausragender Vertreter der romantischen Epoche der Gitarre.

## Leben
Napoléon Coste wurde 1805 im französischen Jura in der Nähe der Grenze zur Schweiz geboren. Die Familie Coste zog 1809 nach Ornans um. Sein Vater Jean-François Coste (* 23. April 1754 in Cléron/Doubs; † 12. April 1835), Bürgermeister (1803–1807) von Amondans und Hauptmann in der französischen Armee, sah für den Sohn eine militärische Karriere vor. Dieser Plan wurde nach einer schweren Erkrankung des Sohns im Alter von elf Jahren aufgegeben. Die ersten Gitarrenstunden erhielt Napoléon mit sechs Jahren von seiner Mutter Anne-Pierrette, geborene Dénéria (* 1766). Vor 1815 zog die Familie nach Valenciennes im Norden Frankreichs um. Dort erteilte Coste mit 18 Jahren Gitarrenunterricht und gab erste Konzerte bei der örtlichen Philharmonischen Gesellschaft. Nach Fritz Buek führte er 1828 zusammen mit dem Gitarrenvirtuosen Luigi Sagrini die Variazioni concertanti Op. 130 von Mauro Giuliani auf.
1830 zog Coste nach Paris, dem damaligen Zentrum der Gitarrenmusik, wo in dieser Zeit eine regelrechte guitaromanie, eine Begeisterung für das Instrument, aufgekommen war. Dort nahm er Unterricht in Harmonielehre, Kontrapunkt und Komposition und kam in Kontakt zu den „Klassikern“ unter den Gitarristen Dionisio Aguado, Matteo Carcassi, Ferdinando Carulli und insbesondere Fernando Sor, bei dem er studierte. Ende der 1830er Jahre begann Coste mit Komposition. Erste Werke konnte er bei Richault und anderen Verlegern herausbringen. Allerdings sank nach 1840 die Popularität der Gitarre zugunsten des Klaviers. Außerdem stellten Costes Werke häufig hohe technische Anforderungen, was die Verkaufsauflagen ebenfalls begrenzte. Deshalb musste er seine Werke bald im Selbstverlag veröffentlichen.
1856 gewann Coste bei einem europaweiten Kompositionswettbewerb für Gitarre in Brüssel den zweiten Preis hinter Johann Kaspar Mertz. 1863 musste er seine Konzerttätigkeit aufgeben: Er brach sich beim Sturz auf einer Treppe den rechten Arm, woraufhin seine rechte Hand an Beweglichkeit einbüßte. Coste musste sich auf Komposition und Unterricht beschränken und war zum Lebensunterhalt auch auf eine Anstellung als Angestellter bei der Pariser Stadtverwaltung angewiesen. 1883 starb Coste in Paris.

## Coste als Komponist

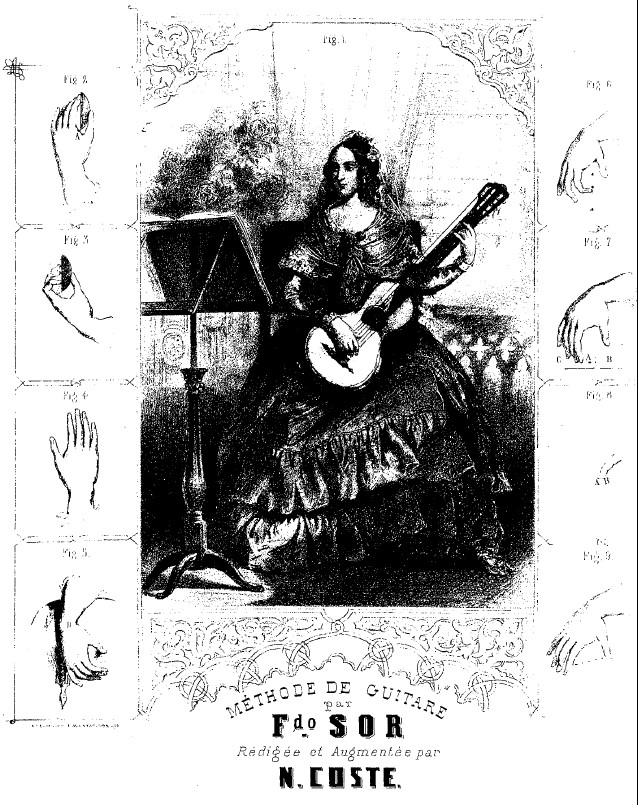
Costes Ausgabe der Méthode von Fernando Sor mit einem Bild eines Heptachorde

Costes Kompositionen sind vom Einfluss seines Lehrers und Freundes Fernando Sor geprägt und zeichnen sich durch eine konsequente Mehrstimmigkeit in der Melodieführung aus. Häufig sind die Melodien in zwei, drei oder sogar vier Stimmen kontrapunktisch ausgeführt. Seine musikalischen Formen sind neben Walzern, Menuetten, Rondos und Sonaten oft freie Fantasien. Im Stil der Romantik beziehen sich seine Kompositionen häufig auf Landschaften (Souvenir de Flandres, Le Passage des Alpes, Le Zuyderzée u. a.), Jahreszeiten oder besondere Stimmungen (Marche funèbre – Trauermarsch). Wie viele andere Komponisten arrangierte er zeitgenössische Opernarien, teils mit Variationen, für sein Instrument.
Coste komponierte rund 60 Werke für Gitarre und für Kammermusik sowie Lieder mit Gitarrenbegleitung. Davon sind 53 mit Opusnummern veröffentlicht worden. Ein Teil ist für 7-saitige Gitarre geschrieben mit einer zusätzlichen, meist freischwingenden tiefen D-Saite, die gelegentlich auch nach C gestimmt wurde. Die Beschäftigung mit der 7-saitige Gitarre (Coste nannte seine Gitarre laut Zuth Heptachorda) geht auf die Zusammenarbeit mit dem Pariser Gitarrenbauer René François Lacôte zurück, der 1835 ein solches Instrument (Heptachorde) nach Costes Vorgaben baute.
1845 gab Coste Fernando Sors Gitarrenschule „redigiert und erweitert“ heraus: Er verzichtete auf Sors umfangreiche theoretische Begründungen seiner Spielweise, die teilweise der Erwiderung auf zeitgenössische Kritiken gedient hatten, und ergänzte die Schule um zahlreiche eigene musikalische Beispiele. Außerdem fügte er sechs Stücke des französischen Barockgitarristen Robert de Visée, eine nach Schwierigkeit geordnete, zum Teil stark bearbeitete Auswahl von 26 Etüden aus Sors Etüdenwerken Op. 6, 29, 31 und 35 sowie eine Erläuterung des Spiels auf der 7-saitigen Gitarre an.

## Bedeutung
Der Rückgang des Interesses an der Gitarre in der zweiten Hälfte des 19. Jahrhunderts führte auch dazu, dass Costes Werke, insbesondere die technisch schwierigen Stücke, in Vergessenheit gerieten. Einzelne Werke wurden nach Costes Tod allerdings auch in Deutschland wiederholt neu herausgegeben und blieben dadurch in der Gitarrenliteratur lebendig. Dazu zählten Feuilles d'automne op. 41, 12 Valses – Herbstblätter, 12 Walzer, Récréation du Guitariste op. 51, Le Livre d'Or du Guitariste – Das goldene Buch des Gitarristen op. 52 (Arrangements von Melodien von Robert de Visée, Mozart, Haydn, Beethoven u. a. für Gitarre) und insbesondere die 1872 entstandenen 25 Etudes op. 38 für die fortgeschrittene bis virtuose Gitarrentechnik. Dieses Werk gilt bis heute als eine der besten Sammlungen von Konzertetüden.
Seit den letzten Jahren des 20. Jahrhunderts spielen Gitarristen vermehrt Werke Costes bei Konzerten und Aufnahmen.

## Werke und Werkausgaben
- Napoleon Coste: The Guitar Works, Faksimile-Ausgabe, Vol. I–IX, herausgegeben von Simon Wynberg, Editions Chanterelle, Monaco 1981–1983.
- Fernando Sor, Napoléon Coste: Méthode complète pour la Guitare par Ferdinand Sor, rédigée et augmentée … par N. Coste. Paris, 1845/1851.
- 25 Etüden, op. 38. Neuausgabe durch Hans Michael Koch. Schott, Mainz (= Gitarren-Archiv. Band 34).
- Livre d’or (Das goldene Buch des Gitarristen), op. 52. 37 beliebte Stücke von Mozart, Haydn, Beethoven, Weber, Händel, Donizetti, Couperin, Visée u. a. Hrsg. von Meier. B. Schott’s Söhne, Mainz (= Gitarren-Archiv. Band 14).